# Привільне (Дніпровський район)
Приві́льне — село в Україні, у Солонянській селищній громаді Дніпровського району Дніпропетровської області. Населення станом на 2021 рік — 1 103 мешканці.

## Географія

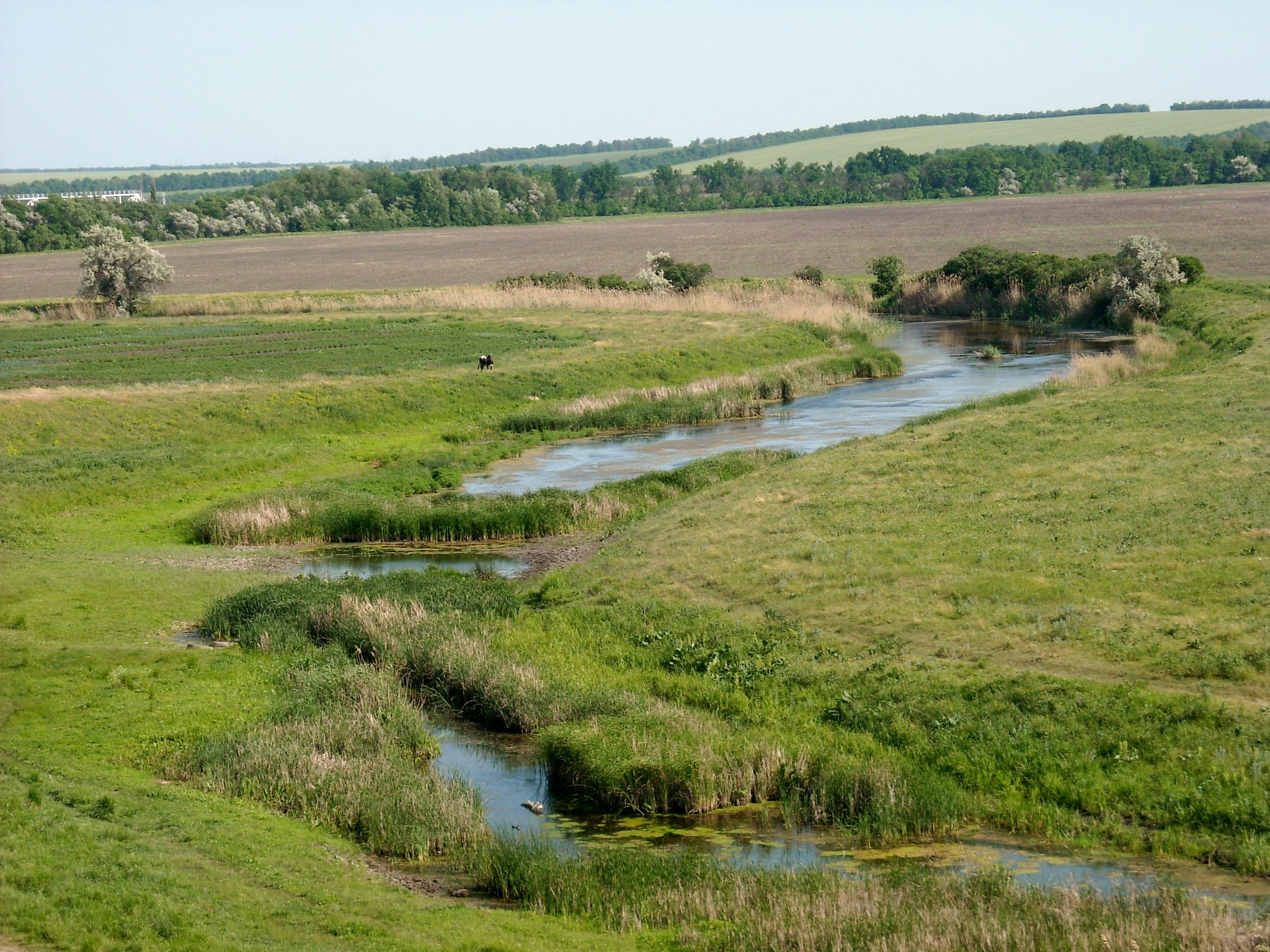
Річка Мокра Сура. Місцевість між Привільним і Жданове

Село Привільне знаходиться на правому березі річки Мокра Сура в місці впадання в неї річки Комишувата Сура, вище за течією на відстані 0,5 км розташоване село Трудолюбівка, на протилежному березі - село Петрівське, на протилежному березі річки Комишувата Сура - село Микільське. Через село проходить залізниця, станція Платформа 252 км
Розташоване за 15 км на захід від центру громади і за 4 км від залізничної станції Привільне на лінії Апостолове — Нижньодніпровськ-Вузол. 

## Історія
Село Привільне виникло на початку 19 століття. Перша письмова згадка про це село датується 1858 роком, у ній зазначається, що в селі Привільне в 1858 році було 80 дворів. Привільне — офіційна назва села, але в народі відома й неофіційна назва села — Велике Захарине, оскільки за часів кріпацтва село належало поміщику Захарину-старшому. Перевірених відомостей про виникнення назви села немає, але за переказами село було кріпацьким і розташовувалось біля вільного села — Сурсько-Михайлівки, тобто «при вільному», звідки й походить назва села.
Станом на 1886 рік у колишньому власницькому селі Привільне (Захарино) Петрівської волості Катеринославського повіту Катеринославської губернії мешкало 617 осіб, налічувалось 125 дворових господарств, існувала православна церква, 2 лавки й постоялий двір.
За переписом 1897 року кількість мешканців зросла до 1171 особи (576 чоловічої статі та 595 — жіночої), з яких 1152 — православної віри.
Мешканці села С. Г. Махота і Р. Т. Антоненко брали участь у повстанні на броненосці «Потьомкін».
У 1905 привільнянці Саливон Ткач та Іван Ткач були активними членами Селянської Спілки у відстоюванні прав селян за краще економічне становище.
В 1917 році село входить до складу Української Народної Республіки.
В 1918 році більшовики в ході радянсько-української війни захопили Привільне.
Навесні 1918 спільні українсько-німецькі війська визволили місто від більшовиків. Командира більшовицького антиукраїнського загону О. А. Жума видали селяни, і його було розстріляно.
Внаслідок поразки Перших визвольних змагань село надовго окуповане більшовицькими загарбниками.
В 1932–1933 селяни пережили сталінський геноцид.
У 30-роках завідувачем педагогічної частини середньої школи в с. Привільне Солонянського р-ну працював  Сидяга Петро Степанович (1893-1938), розстріляний за "контрреволюційну агітацію".
Під час Німецько-радянської війни мешканка села Г. Ф. Халецька разом з іншими була насильно вивезена на каторжні роботи до Німеччини. Гестапівці знайшли у неї заборонену літературу, заарештували та відправили в концтабір. По дорозі, убивши офіцера, Галина втекла. Незабаром вона потрапила до Франції, а звідти — до Чехословаччини. За участь у підпільній боротьбі проти Третього Райху розстріляна гітлерівцями.
За 1966–1976 роки побудовані два адміністративні будівлі, середня школа, будинок культури, гастроном, стадіон, 60 житлових будинків.
На території Привільного знаходилася за часів УРСР центральна садиба колгоспу ім. Суворова, за яким було закріплено 6105 га сільськогосподарських угідь, у тому числі 5442 га орних земель. Колгосп спеціалізувався на виробництво м'яса.
1989 року за даними перепису населення тут мешкало приблизно 1 400 осіб.
З 24 серпня 1991 року Привільне входить до складу незалежної України.
З 2021 року входить до складу Солонянської селищної громади. До 2021 року центр Привільнянської сільської ради. Сільраді були підпорядковані населені пункти — Малинівка, Микільське, Новотернуватка, Петрівське, Трудолюбівка, Червоний Маяк, Червоний Яр.

## Опис
У середній школі села навчаються 157 учнів і працюють, 20 вчителів. Є клуб з залом на 400 місць, бібліотека з книжковим фондом 10,7 тис. примірників, протитуберкульозний диспансер, фельдшерсько-акушерський пункт, аптека. [коли?]
У Привільному працюють два лікарі та 3 особи з середньою медичною освітою. Відкрито дитячий садок "Веселка" на 50 місць. Є сім магазинів, будинок побуту, АТС, поштове відділення, ощадна каса. [коли?]
За часів радянської окупації в селі був споруджений меморіальний комплекс на честь воїнів Червоної Армії, що загинули під час захоплення Привільного, та червоноармійців-односельців.

## Населення

### Мова
Розподіл населення за рідною мовою за даними перепису 2001 року:
| Мова                | Відсоток |
| ------------------- | -------- |
| українська          | 96,6 %   |
| російська           | 2,1 %    |
| інші/не визначилися | 1,3 %    |

## Видатні уродженці
- Махота Петро Семенович — Герой Соціалістичної Праці.